# Kaa
Kaa, dle Manehta Bienechés byl posledním egyptským faraonem 1. dynastie. Vládl přibližně v letech 2878/2828–2853/2803 př. n. l. Vládl 26 let, ale přesnost tohoto údaje je nepřesná. Jeho jméno se objevuje na Turínském papyru, desce z Abydu a Sakkárské desce. O tom, jak probíhal pád jeho dynastie, nic nevíme. Je však pravděpodobné, že po jeho smrti se země rozdělila, jméno jeho nástupce na egyptském trůnu, Hetepsechemueje, totiž doslovně znamená Obě mocnosti byly usmířeny.

## Králova hrobka
Podobně jako všichni jeho předchůdci, nechal si i Kaa postavit dvě hrobky, jednu symbolickou a druhou skutečnou. Jeho hrobka v Abydu je symbolická. Její nadzemní část měla přibližně rozměry 30x20 metrů. Dnes je již zničená. Její jádro tvoří podzemní pohřební komora, která měří přibližně 10x5 metrů. Obklopuje ji několik místností pro pohřební výbavu. Kromě toho se okolo komory nachází dalších 26 hrobů, které byly určeny pro královo služebnictvo, které mělo být po jeho smrti zabito, aby mu mohlo sloužit i na onom světě. Tato hrobka je poslední svého druhu v Egyptě, začátkem 2. dynastie se už panovník pohřbíval bez svých sluhů. Skutečná Kaova hrobka nebyla dosud přesně identifikována. S největší pravděpodobností se nachází v Sakkáře, obvykle se za jeho hrobku považuje mastaba číslo 3505. Měří 65x37 metrů, od hrobek jeho předchůdců se liší svým vnitřním uspořádáním. Pohřební komora se stejně jako u nich nachází v podzemní části hrobky, v nadzemní části k ní však přiléhá několik místností, v nichž měla být uložena pohřební výbava.